# Dimitri Platanias
Dimitri Platanias (Calamata, 4 dicembre 1970) è un baritono greco.
Ha all'attivo una carriera internazionale fin dal 2007, specializzato soprattutto nei ruoli verdiani e in quelli del Verismo Italiano.

## Biografia
Ha intrapreso gli studi di chitarra classica e canto lirico al Conservatorio Municipale di Kalamata per poi proseguirli alla Greek National University di Atene, con una laurea in lingua e letteratura inglese. Ha preferito la carriera di cantante, a quella di strumentista, accedendo nel 2000 alla borsa di studio Alexandra Triandi messa a disposizione dalla Fondazione Amici della musica di Atene. Grazie a questa borsa è arrivato in Italia e ha iniziato a studiare con Masako Tanaka Protti, la vedova di Aldo Protti, a Cremona. Tornato in Grecia ha proseguito gli studi con Arīs Christofellīs.
In Grecia ha collaborato con le maggiori orchestre e nel 2004 ha fatto il suo debutto presso la Greek National Opera, nel ruolo di Alfio dalla Cavalleria Rusticana di Pietro Mascagni. Ha poi continuato a collaborare regolarmente con il teatro Olympia, l'Odeon di Erode Attico e il Megaron di Atene. Il suo debutto in Italia è avvenuto nel 2007 al Teatro sociale di Rovigo nel ruolo di Gérard dall'Andrea Chenier di Giordano. Importanti debutti nel ruolo principale del verdiano Rigoletto sono avvenuti al Teatro La Fenice di Venezia nel 2010, al Covent Garden di Londra nel 2012, al Teatro Massimo di Palermo nel 2013 e al Théâtre Royal de la Monnaie nel 2014. In concerto ha interpretato lo stesso ruolo nella Casa da Mùsica a Porto nel 2008, con la London Symphony Orchestra al Barbican nel 2013 e al Concertgebouw nel 2015. Ha inoltre debuttato al Bregenz Festival come Amonasro nell'Aida nel 2010 e al Teatro Nacional de São Carlos di Lisbona nel ruolo di Posa (Don Carlo di Verdi) nel 2011.
In Oman, presso la Royal Opera Muscat nel 2012 e alla Bayerische Staatsoper nel 2014, ha inoltre debuttato nel ruolo di Simon Boccanegra, protagonista dell'omonima opera verdiana. Nel 2013 ha fatto il suo debutto alla Deutsche Oper di Berlino e all'Opera di Francoforte sul Meno come Scarpia nella Tosca di Puccini, nel 2015 allo Staatstheater di Stuttgart e al Palau de les Arts Reina Sofia di Valencia è stato per la prima volta Nabucco, lo stesso ruolo ripreso nel 2016 al Covent Garden. Nel 2015 è stato Tonio de I Pagliacci di Leoncavallo al Salzburg Easter Festival, ruolo poi replicato assieme a quello di Alfio della Cavalleria Rusticana al Covent Garden. Il suo repertorio include, fra gli altri, anche i ruoli di Guido di Monforte (I Vespri Siciliani), Iago (Otello), Germont (La Traviata), Stankar (Stiffelio), Grand Prêtre (Samson et Dalila di Saint-Saёns), Valentin (Faust di Gounod) e Barnaba (La Gioconda).

## DVD
- Pagliacci - Salzburg Easter Festival direttore Christian Thielemann - Sony, 2016.
- Cavalleria Rusticana/Pagliacci - Royal Opera Covent Garden – direttore Antonio Pappano – Opus Arte, 2016

## Vita privata
È sposato con la cantante di lieder e insegnante di canto Christina Giannakopoulou.